# 李长印
李长印（1951年9月—），陕西西安人。1974年7月加入中国共产党，是中共第十六、十七届中央候补委员。
西北电讯工程学院（现为西安电子科技大学计算机学院）3系计算机专业毕业，大学学历。历任中国船舶工业总公司江云机械厂厂长、重庆船舶工业公司副总经理、西安船舶设备工业公司（华雷集团）副总经理、副董事长、总经理，中国船舶重工集团公司副总经理等职。2001年11月任中国船舶重工集团公司总经理。2015年退休。